# Роксана Минзату
Роксана Минзату (рум. Roxana Mînzatu) — румунська політична діячка, депутатка Європарламенту від соціал-демократів, міністр європейських інвестицій та проєктів у червні — листопаді 2019 року, виконавча віце-президентка та єврокомісарка з питань навичок і освіти, зайнятості, соціальних прав і демографії Європейської комісії Урсули фон дер Ляєн.
На посаді комісарки має координувати як галузь освіти, так і соціальної політики, а також дотичні до них програми фінансування, Європейський соціальний фонд і Кліматичний фонд. У її особі Румунія вперше в історії одержала посаду віцепрезидента Європейської комісії.

## Життєпис

### Ранні роки життя
Народилася 1 квітня 1980 року в Брашові. 2002 року здобула ступінь бакалавра політології в Бухарестському університеті, а в 2005 році — ступінь магістра з європейської інтеграції у Християнському університеті імені Димитрія Кантемира. З 2004 по 2006 рік працювала в Міністерстві з питань європейської інтеграції. Пізніше була менеджеркою і консультанткою кількох проєктів, зокрема тих, що фінансує Європейський Союз. Її діяльність також включала управління некомерційною бізнес-школою.

### Політична кар'єра
Брала участь у місцевій політичній діяльності в рамках Соціал-демократичної партії, в яку вступила 2000 року. У 2009 році була заступницею префекта Брашовського повіту, а у 2004—2008, 2011—2012 і 2016 роках була депутаткою повітової ради Брашова. 2015 року призначена державним секретарем у Міністерстві європейських фондів Румунії, а потім очолила Національне агентство з питань державних закупівель.
У 2016 році обрана до Палати депутатів Румунії, де стала секретарем Комітету з промисловості та послуг і членом Комітету з європейських справ. У червні 2019 року її призначили міністром європейських фондів в уряді Віоріки Денчіле, зокрема, з метою прискорення розвитку в ключових секторах, таких як інфраструктура водопостачання і водовідведення та оцифровування. Однак у жовтні того ж року уряд після вотуму недовіри відправили у відставку. Вона не була кандидатом на національних виборах 2020 року і повернулася до підприємницької діяльності, поки її не обрали на виборах до Європейського парламенту 2024 року, коли її політична сила утворила альянс з Національною ліберальною партією. У парламенті вона увійшла до групи «Прогресивний альянс соціалістів і демократів», ставши членом Комітету з регіонального розвитку.
У 2022 році закінчила програму Public Leadership Credential у Гарвардській школі імені Джона Ф. Кеннеді і того самого року брала участь у програмі, присвяченій жіночому лідерству, від американської неприбуткової організації Vital Voices.
У вересні 2024 року її висунули на посаду єврокомісара.